# Bibliothèque nationale Vernadsky d'Ukraine
La Bibliothèque nationale V.I. Vernadsky d'Ukraine (uk: Національна бібліотека України імені В.І. Вернадського) est la bibliothèque scientifique générale et le centre principal de l'information scientifique et technique de l'Ukraine, l'une des plus grandes bibliothèques nationales du monde, membre de la Bibliothèque européenne. Elle est située à Kiev.

## Historique
La bibliothèque fut fondée le 2 août 1918 par l'hetman Pavlo Skoropadsky comme la Bibliothèque nationale d'État ukrainien.Une partie de son fond provient de la Bibliothèque Zahiniecki de Boleslaw Starzyński qui se composait lors de son transfert  à Kiev en 1917, de 16 000 à 20 000 volumes.
De 1965 à 1988, elle est appelée la Bibliothèque scientifique centrale de l'Académie des sciences de la RSS d'Ukraine.
À partir du 19 février 1988 la bibliothèque porte le nom du premier président de l’Académie, Volodymyr Ivanovytch Vernadsky, un de ses fondateurs.
Le 5 avril 1996, la bibliothèque a reçu le statut juridique de bibliothèque nationale et le nom Bibliothèque Nationale V.I. Vernadsky d'Ukraine.

## Description

### Trésors
- 525 incunables
- Évangéliaire de Peresopnytsia (Peresopnitske Yevanhelije), 1556-1561
- Apostol d’Ivan Fedorov (le Livre des Apôtres, de 1574)
- Bible d’Ostrog (Ostrojskaja Biblia), 1581
- Collection de musiques populaires juives (1912-1947)

### Accès
La bibliothèque est située à côté du bâtiment rouge de l'université de Kiev.

## Activité Scientifique
La bibliothèque est un centre de recherche scientifique sur le livre, sa conservation, son histoire, ainsi qu’un lieu d’échanges, de prêt, un service d’information et un centre de coopération internationale dans le domaine de la bibliothéconomie.
Depuis 1993, la bibliothèque publie Bibliotetchny Visnyk, une revue scientifique théorique et pratique (histoire des bibliothèques d’Ukraine et du monde, histoire des collections, formation professionnelle, bibliothéconomie, etc.).